# 소년원

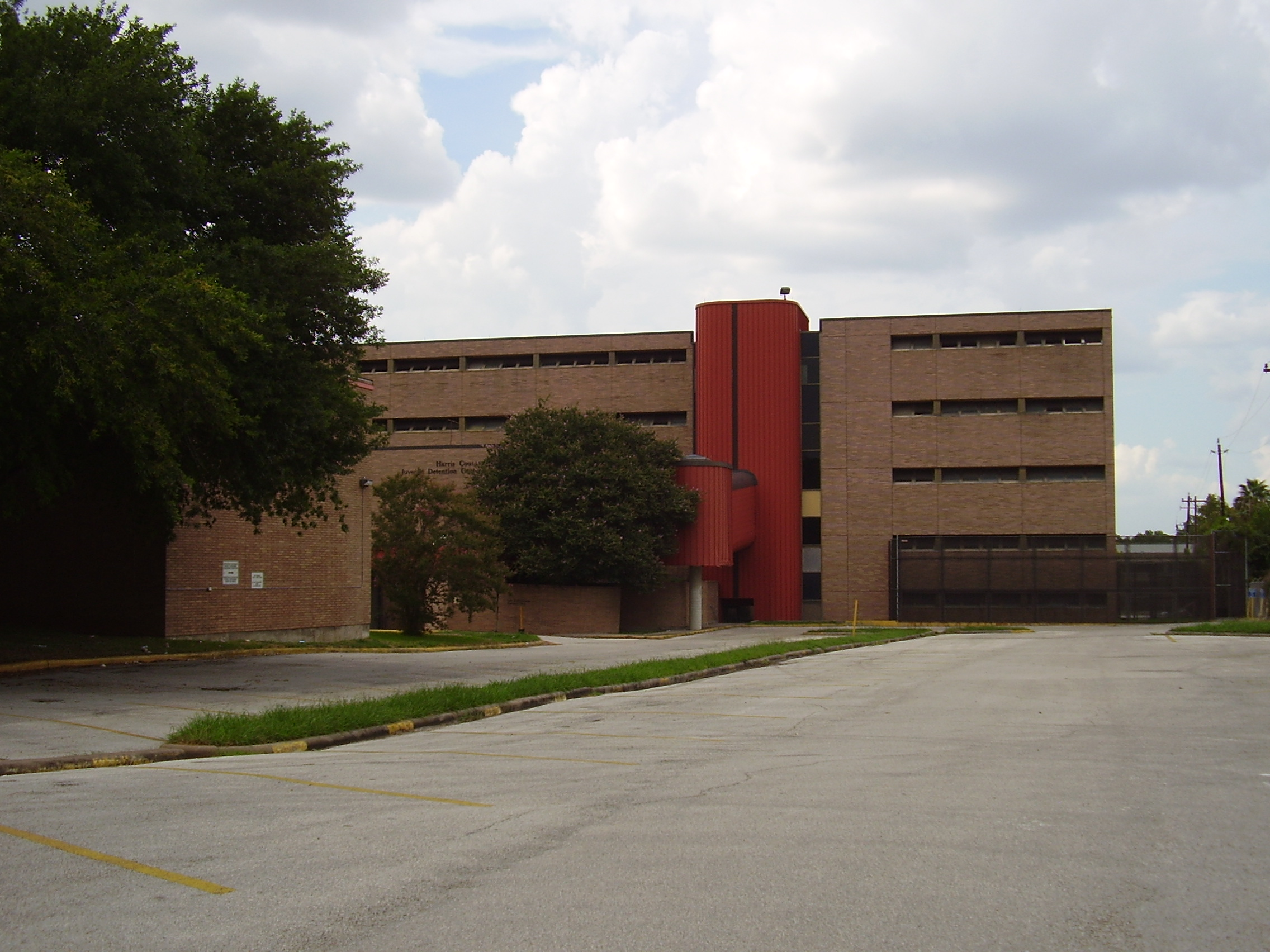
해리스 카운티 소년원 (텍사스주, 휴스턴)

소년원(少年院, 영어: youth detention center, juvenile detention center, JDC, juvenile hall, juvy)은 가정법원으로부터 보호 처분으로서 보내지는 청소년의 교도를 위한 수용 시설이다. 소년교도소와는 다르다.
단순 수감만 하는 곳을 아니며, 고등학교 학위에 해당하는 교육과정도 이수한다. 소년교도소와의 차이점은 소년원은 수감은 시키되 커리큘럼은 고등학교에 준하지만 소년교도소는 커리큘럼 역시 교도소와 동일하다.

## 소년원을 다룬 영화
범죄소년

## 소년원에서의 의복
대한민국의 소년원에서는 규율과 질서를 위해 체육복 혹은 교복을 착용한다.

## 소년원 목록

### 대한민국
- 서울소년원 (고봉중·고등학교)
- 안양소년원 (정심여자정보산업학교)
- 부산소년원 (오륜정보산업학교)
- 대구소년원 (읍내정보통신학교)
- 광주소년원 (고룡정보산업학교)
- 전주소년원 (송천중고등학교)
- 대전소년원 (대산학교)
- 청주소년원 (미평여자학교)
- 춘천소년원 (신촌정보통신학교)
- 제주소년원 (한길정보통신학교)

## 문제점
반성은 거의 없다. 소년원 내에서도 동료 수감자에게 싸움이나 범죄를 배워서 출소한 뒤 더 심각한 범죄를 저지르게 되고 성인이 되서 계속 더 심각한 범죄를 저질러서 교도소에 가서 징역 끝나고 출소하거나 계속 교도소에 있는 경우가 많이 있다.

## 같이 보기
- 소년교양단련대 - 조선민주주의인민공화국에서 소년원에 해당하는 시설